# 4515 Хренніков
4515 Хренніков (4515 Khrennikov) — астероїд головного поясу, відкритий 28 вересня 1973 року.
Тіссеранів параметр щодо Юпітера — 3,500.